# Cá mè trắng Hoa Nam
Cá mè trắng Hoa Nam (danh pháp hai phần: Hypophthalmichthys molitrix) là một loài cá thuộc họ Cá chép. Nó là loài bản địa bắc và đông bắc châu Á. Nó được nuôi ở Trung Quốc. Loài này được nhập nội ít nhất 88 quốc gia trên thế giới.

## Hình ảnh

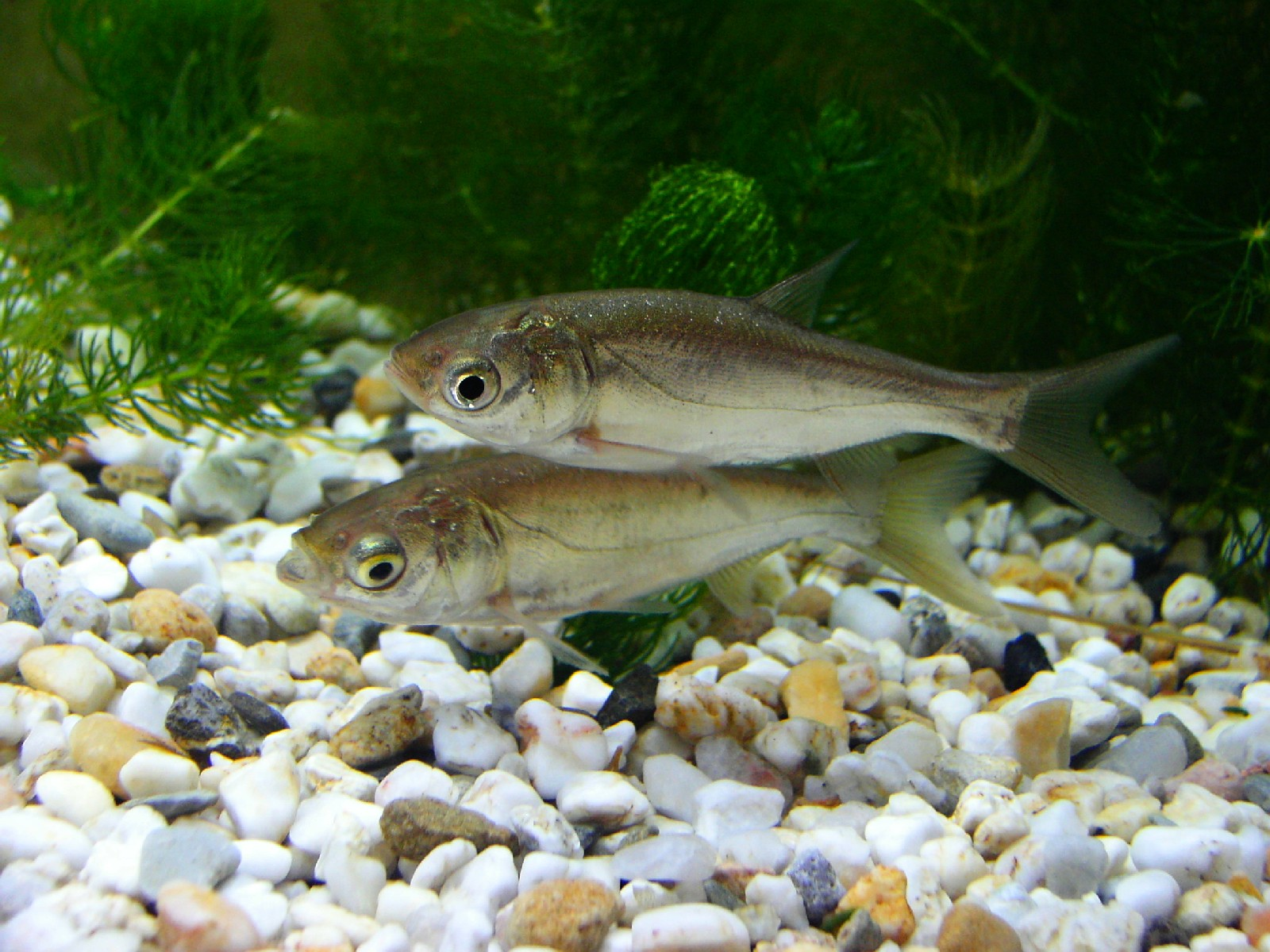
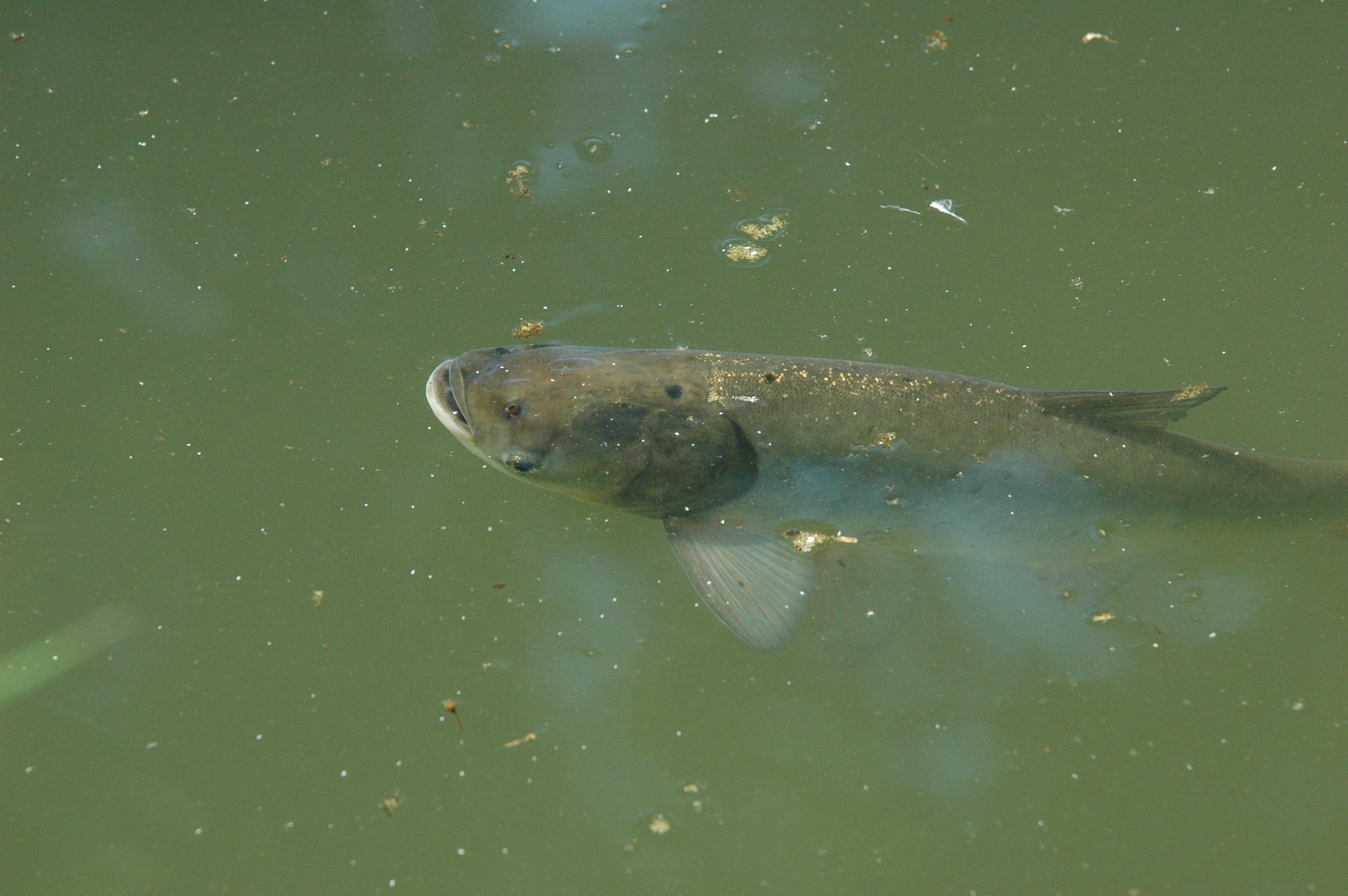
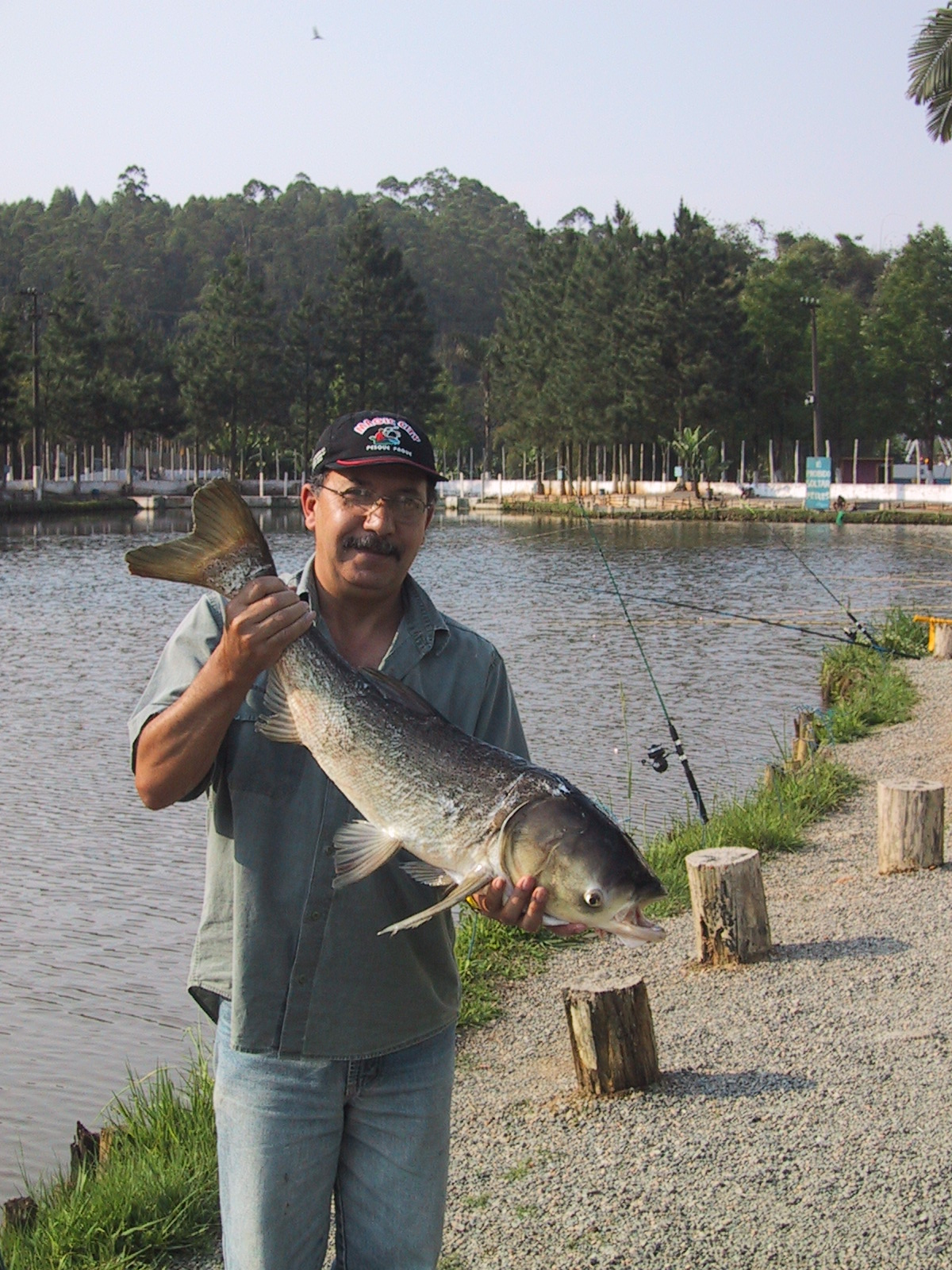
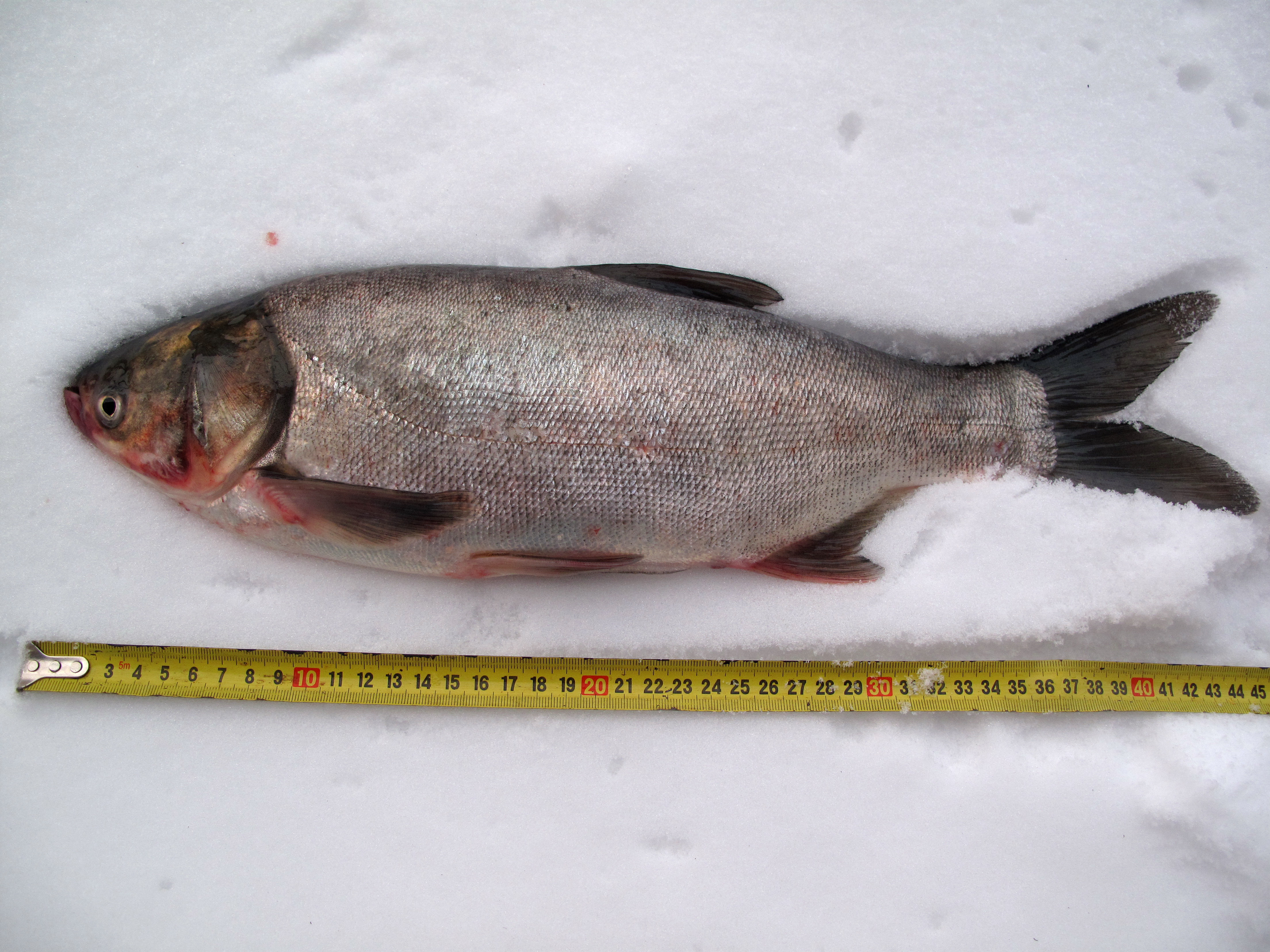